# Catasetum

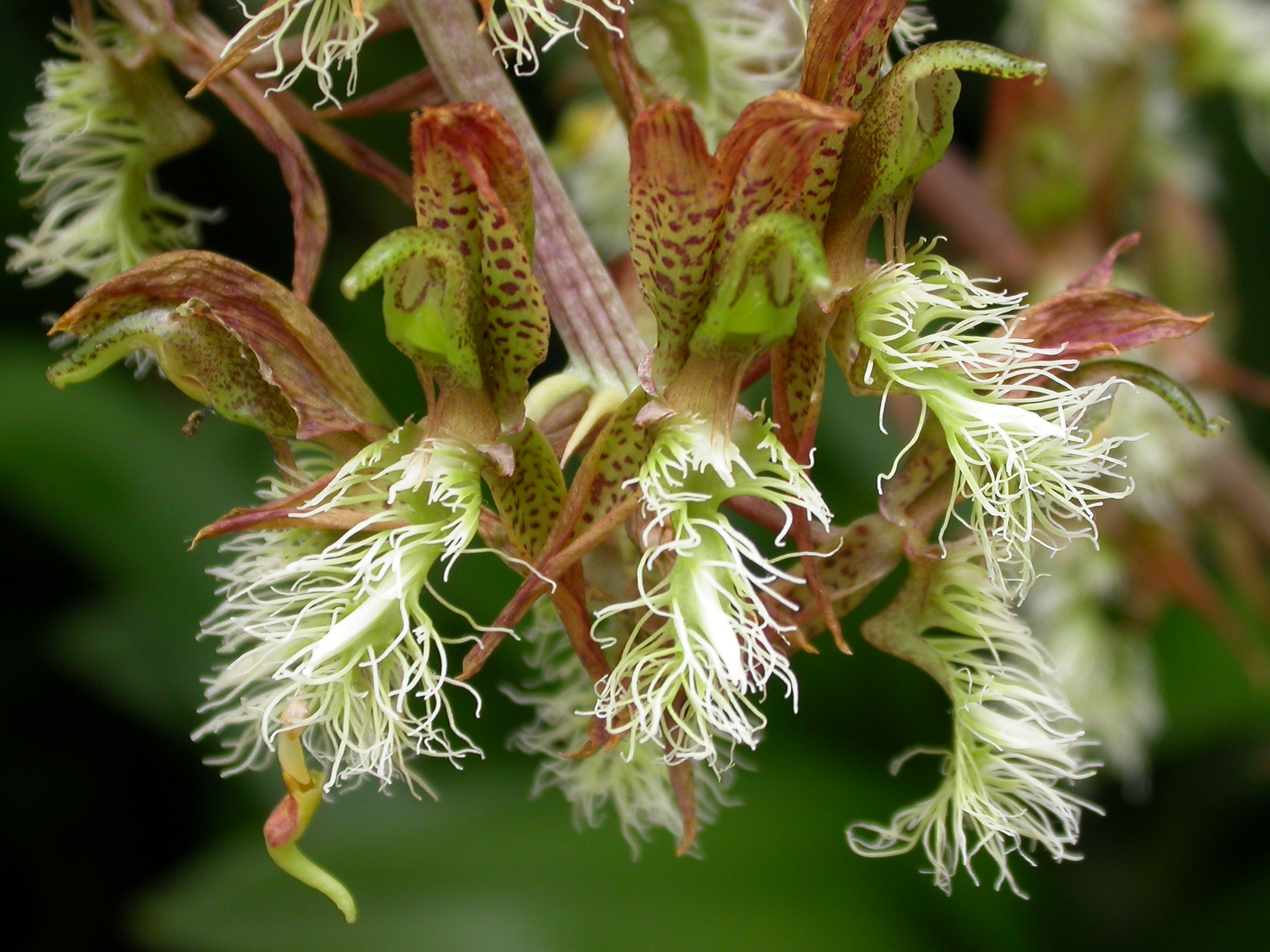
Catasetum barbatum

Catasetum (em português: Catasseto) um género botânico pertencente à família das orquídeas (Orchidaceae). Foi proposto em 1822 por C.S. Kunth, essa descrição foi baseada em informações de L.C. Richard. publicado em Synopsis Plantarum 1: 330-331, sendo o Catasetum macrocarpum Rich. ex Kunth a espécie tipo.

## Etimologia
O nome deste gênero Catasetum é uma palavra híbrida do grego:   κατα (kata), que significa “para baixo”, e do latim:  seta, que significa “seda”, numa referência a dois apêndices, que são prolongamentos da coluna, semelhantes a antenas voltadas para baixo, no interior do labelo, nas flores masculinas, na maioria das espécies do gênero.
Sinónimos:
- Monachanthus Lindl. (1832)
- Myanthus Lindl. (1832)
- Cuculina Raf. (1838)
- Monacanthus G. Don (1839)
- Catachaetum Hoffmanns. (1842)
- Warczewitzia Skinner (1850)

## Descrição

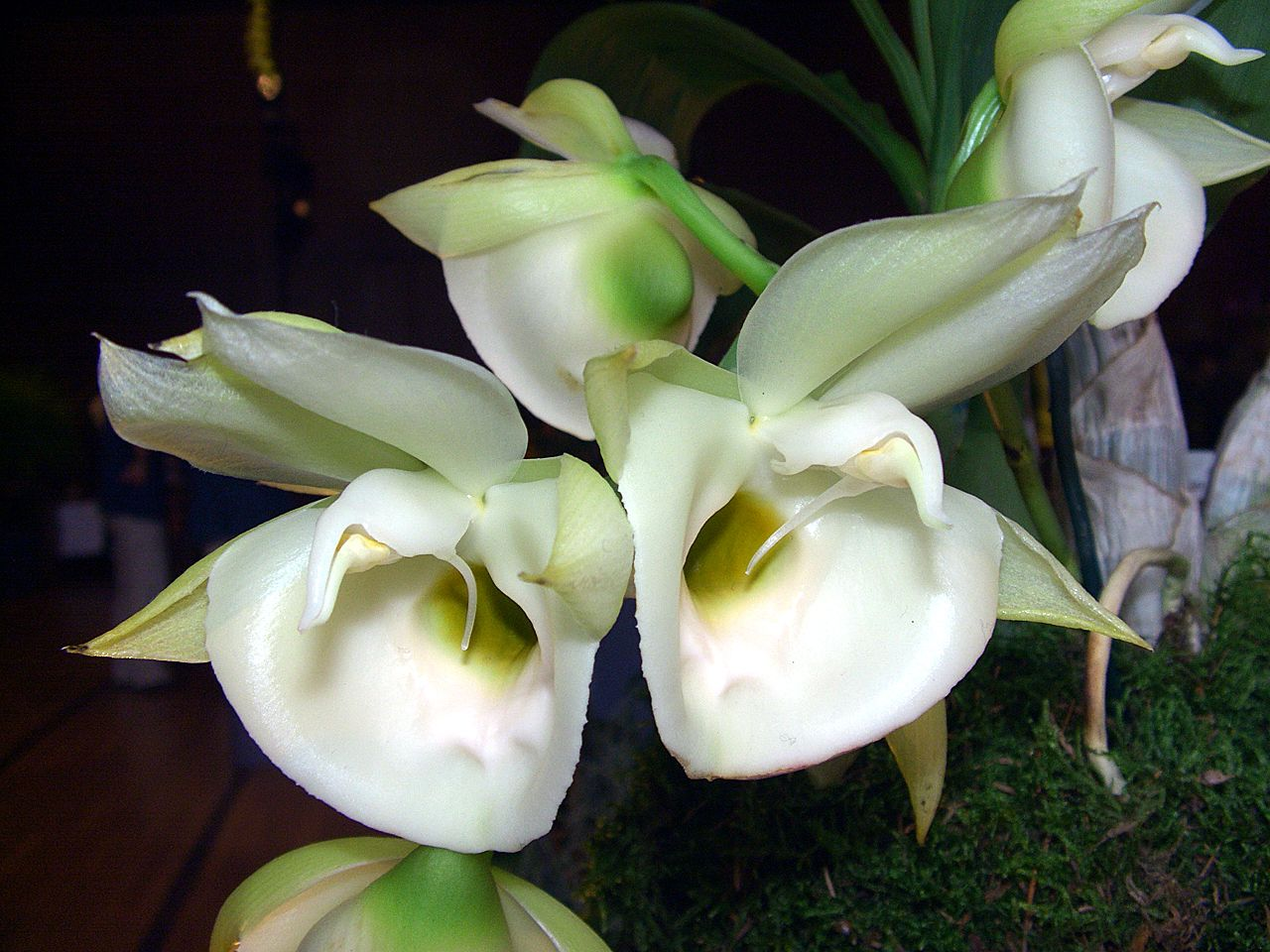
Catasetum pileatum
Possivelmente a espécie mais popular deste gênero devido a suas grandes flores. Muitos híbridos originaram-se desta espécie

O gênero Catasetum, agrupa mais de cento e setenta espécies prediminantemente epífitas, com raros casos de espécimes terrestres ou rupícolas. Na natureza, estão presentes em uma faixa que abrange do México ao norte da Argentina, com o maior número de espécies na Amazônia. Cerca de cem espécies existem no Brasil. O Brasil central pode ser considerado seu centro de irradiação.
Catasetum pode ser reconhecido dentre os gêneros desta tribo pelas suas flores masculinas com coluna espessa e semi roliça, em posição normal, ou seja, não torcida para os lados, frequentemente com as já mencionadas antenas abaixo do estigma, cuja interessante função é expelirem o polinário à distância quando tocadas.
Apresentam pseudobulbos carnudos, oblongos e anelados, cespitosos, com diversas folhas dísticas, normalmente decíduas, estreitas, nervuradas, cujas Baínhas encontram-se sobrepostas em sua parte inferior, e permanecem recobrindo os pseudobulbos depois de secas. A inflorescência é produzida das gemas dos nós nas laterais dos pseudobulbos, perto da base, racemosa, ereta, curvada ou pendente, em regra apresentando muitas flores quando masculinas e poucas quando femininas.
Têm flores sexualmente dimorfes, apresentando três tipos diferentes de flores, masculinas, femininas e ocasionalmente hermafroditas, comum em hastes separadas, raro na mesma inflorescência.  As pétalas e sépalas são inteiramente livres, parecidas, comum curvadas para trás, acanoadas ou coniventes. O labelo é carnoso, séssil, e muito variável nas flores masculinas, geralmente saquiforme nas femininas.
São exclusivamente polinizadas por abelhas macho da tribo Euglossini
As flores masculinas apresentam formatos muito variáveis, normalmente de coloridos vistosos, ocasionalmente verdes. Têm antenas sensíveis que ejetam polínia como resposta ao toque, consequentemente ejetando a abelha polinizadora, o que cria uma aversão a flores masculinas e leva a abelha a procurar flores femininas.
As flores femininas de quase todas as espécies em regra são verdes e parecidas, de modo que é difícil a identificação de uma espécie pelas flores femininas. Vale notar que a identificação de espécies de Catasetum pelo aspecto vegetativo das plantas também é quase impossível visto serem todas praticamente iguais.
A duas primeiras espécies descritas foram: o Catasetum macrocarpum e o Catasetum maculatum com flores masculinas o que deu origem ao nome. Já em 1828, John Lindley descreveu o Catasetum cristatum baseado em flores flores femininas. Essa capacidade de possuir ora flores masculinas ora femininas, causou muitos erros nas descrições e tornou complicada a taxonomia do gênero na época.
Não se tem certeza sobre o que causa o dimorfismo sexual na floração dos Catasetum, há uma corrente que acredita ser a luz o principal fator para a indução de flores femininas. Já a outra acredita que tanto o estresse hídrico como o estresse térmico são responsáveis pelo aparecimento de flores femininas.
Outro fato curioso sobre este gênero é a capacidade de reduzir seu metabolismo frente a qualquer ataque de pragas ou variações climáticas, esse processo é comumente chamado de dormência, no qual o Catasetum perde as folhas e reduz a absorção de água e nutrientes, permancendo latente até que as adversidades passem, brotando normalmente logo após. O gênero Catasetum é extremamente adaptável, mas requer umidade constante além de alta quantidade de Nitrogênio,para o seu desenvolvimento.

## Espécies Aceitas
| - Catasetum aculeatum (Brasil) - Catasetum adremedium (Peru) - Catasetum alatum (Brasil) - Catasetum albovirens (Brasil) - Catasetum albuquerquei (Brasil) - Catasetum arietinum (Brasil) - Catasetum aripuanense (Brasil) - Catasetum ariquemense (Brasil) - Catasetum ariquemense var. ariquemense (Brasil) - Catasetum ariquemense var. viride (Brasil) - Catasetum atratum (Brasil) - Catasetum barbatum(Venezuela, Brasil) - Catasetum bergoldianum (Venezuela) - Catasetum bertioguense (Brasil) - Catasetum bicallosum (Venezuela) - Catasetum bicolor (Colombia, Venezuela) - Catasetum bifidum (Brasil) - Catasetum blackii (Brasil) - Catasetum blepharochilum (Colombia) - Catasetum boyi (Brasil) - Catasetum brichtae (Brasil) - Catasetum callosum (Venezuela) - Catasetum carolinianum (Brasil) - Catasetum carrenhianum (Brasil) - Catasetum carunculatum (Peru) - Catasetum cassideum (Venezuela, Brasil) - Catasetum caucanum (Colombia) - Catasetum caxarariense (Brasil) - Catasetum cernuum (Brasil) - Catasetum charlesworthii (Venezuela) - Catasetum cirrhaeoides (Brasil) - Catasetum cochabambanum (Bolívia) - Catasetum collare (Venezuela, Brasil) - Catasetum colossus (Brasil) - Catasetum complanatum (Brasil) - Catasetum confusum (Brasil) - Catasetum coniforme (Peru) - Catasetum cotylicheilum (Peru) - Catasetum crinitum (Brasil) - Catasetum cristatum (Venezuela,Guianas,Brasil) - Catasetum cucullatum (Brasil) - Catasetum decipiens (Venezuela) - Catasetum dejeaniorum (Guiana) - Catasetum deltoideum (Guianas) - Catasetum denticulatum (Brasil) - Catasetum discolor (Venezuela, Brasil) - Catasetum dupliciscutula (Bolivia) - Catasetum expansum (Ecuador) - Catasetum fernandezii (Peru) - Catasetum ferox (Venezuela ,Brazil) - Catasetum fimbriatum (Brasil) - Catasetum finetianum (Colombia) - Catasetum franchinianum (Brasil) - Catasetum fuchsii (Bolivia) - Catasetum galeatum (Brasil) - Catasetum galeritum (Brasil) - Catasetum georgii (Brasil) - Catasetum gladiatorium (Brasil) - Catasetum gnomus (Brasil) | - Catasetum gladiatorium (Brasil) - Catasetum globiflorum (Brasil) - Catasetum gnomus(Brasil) - Catasetum gomezii (Venezuela) - Catasetum hillsii (Peru) - Catasetum hoehnei (Brasil) - Catasetum hookeri (Brasil) - Catasetum incurvum (Equador, Peru, Brasil) - Catasetum integerrimum (México, América Central) - Catasetum interhomesianum (Bolivia) - Catasetum japurense (Brasil) - Catasetum jarae (Peru) - Catasetum juruenense (Brasil) - Catasetum justinianum (Bolivia) - Catasetum kempfii (Bolivia) - Catasetum kleberianum (Brasil) - Catasetum kraenzlinianum (Brasil) - Catasetum laminatum (México) - Catasetum lanceatum (Brasil) - Catasetum lanxiforme (Peru) - Catasetum lehmannii (Colombia) - Catasetum lemosii (Brasil) - Catasetum lindleyanum (Colombia) - Catasetum linguiferum (Brasil) - Catasetum longifolium (Venezuela, Brasil) - Catasetum longipes (Brasil) - Catasetum luridum (Brasil) - Catasetum macrocarpum (Venezuela, Brasil) - Catasetum macroglossum (Equador) - Catasetum maculatum (América Central, Venezuela) - Catasetum maranhense (Brazil) - Catasetum maroaense (Venezuela) - Catasetum matogrossense (Brasil) - Catasetum meeae (Brasil) - Catasetum mentosum (Brasil) - Catasetum merchae (Venezuela) - Catasetum micranthum (Brasil) - Catasetum microglossum (Peru) - Catasetum mojuense (Brasil) - Catasetum monodon (Brasil) - Catasetum monzonense (Peru) - Catasetum moorei (Peru) - Catasetum multifidum (Brasil) - Catasetum multifissum (Peru) - Catasetum nanayanum (Peru) - Catasetum napoense (Peru) - Catasetum naso (Venezuela) - Catasetum ochraceum(Venezuela) - Catasetum ollare (Brasil) - Catasetum ornithoides (Brasil) - Catasetum osakadianum (Brasil) - Catasetum osculatum (Brasil) - Catasetum palmeirinhense (Brasil) - Catasetum parguazense (Venezuela, Brasil) - Catasetum pendulum (México) - Catasetum peruvianum (Peru) | - Catasetum pileatum (Venezuela, Brasil) - Catasetum planiceps (Venezuela, Brasil) - Catasetum platyglossum (Colombia) - Catasetum pleidactylon (Peru) - Catasetum poriferum (Guiana) - Catasetum pulchrum (Brasil) - Catasetum punctatum (Brasil) - Catasetum purum (Brasil) - Catasetum purusense (Peru) - Catasetum pusillum (Peru) - Catasetum randii (Brasil) - Catasetum regnellii (Brasil) - Catasetum richteri (Brasil) - Catasetum ricii (Bolivia) - Catasetum rigidum (Brasil) - Catasetum rivularium (Brasil) - Catasetum rolfeanum (Brasil) - Catasetum rondonense (Brasil) - Catasetum rooseveltianum (Brasil) - Catasetum saccatum (Brasil,Bolívia) - Catasetum samaniegoi (Equador) - Catasetum sanguineum (Venezuela) - Catasetum sanguineum var. sanguineum (Venezuela) - Catasetum sanguineum var. viride (Colombia to Venezuela) - Catasetum schmidtianum (Brasil) - Catasetum schunkei (Peru) - Catasetum schweinfurthii (Peru) - Catasetum seccoi (Brasil) - Catasetum semicirculatum (Brasil,Bolivia) - Catasetum socco (Brasil) - Catasetum spitzii (Brazil) - Catasetum spitzii var. album (Brasil) - Catasetum spitzii var. sanguineum (Brasil) - Catasetum stenoglossum (Brasil) - Catasetum stevensonii (Peru) - Catasetum tabulare (Colombia) - Catasetum taguariense (Brasil) - Catasetum tenebrosum (Equador, Peru, Brasil) - Catasetum tenuiglossum (Peru) - Catasetum thompsonii (Guiana) - Catasetum tigrinum (Brasil) - Catasetum transversicallosum (Peru) - Catasetum trautmannii (Peru) - Catasetum tricolor (Guatemala) - Catasetum tricorne (Colombia) - Catasetum triodon (Brasil) - Catasetum tuberculatum (Colombia, Peru) - Catasetum tucuruiense (Brasil) - Catasetum uncatum (Brasil) - Catasetum variabile (Brasil) - Catasetum vinaceum (Brasil) - Catasetum vinaceum var. album (Brasil) - Catasetum vinaceum var. splendidum (Brasil) - Catasetum vinaceum var. vinaceum (Brasil) - Catasetum viridiflavum (América Central) - Catasetum yavitaense (Venezuela) |

Espécies válidas segundo The Royal Botanic Garden, Kew.

## Híbridos naturais
1. Catasetum × dasilvae K.G.Lacerda & V.P.Castro (2005) = (Catasetum denticulatum × Catasetum tigrinum)
2. Catasetum × dunstervillei G.A.Romero & Carnevali (1989) = (Catasetum discolor × Catasetum pileatum) - (Venezuela)
3. Catasetum × evangelistae V.P.Castro & G.F.Carr (2009) = (Catasetum socco × Catasetum triodon)
4. Catasetum × guianense G.A.Romero & Jenny (1992) = (Catasetum longifolium × Catasetum macrocarpum) - (Guianas)
5. Catasetum × intermedium L.C.Menezes & Braem (1993) = (Catasetum spitzii × Catasetum taguariensis) - (Brasil)
6. Catasetum × issanense Pabst (1975) = (Catasetum longifolium × Catasetum pileatum) - (Brasil)
7. Catasetum × lucasianum L.C.Menezes & V.P.Castro (2008) = (Catasetum fimbriatum × Catasetum lanciferum)
8. Catasetum × macedoi Campacci & G.F.Carr (2009) = (Catasetum macrocarpum × Catasetum saccatum)
9. Catasetum × perazolianum K.G.Lacerda & V.P.Castro (2005) = (Catasetum ariquemense × Catasetum denticulatum)
10. Catasetum × pohlianum P.Castro & Campacci (1993) = (Catasetum bertioguense × Catasetum socco) - (Brasil)
11. Catasetum × roseoalbum (Hook.) Lindl. (1840) = (Catasetum discolor × Catasetum longifolium)
12. Catasetum × sodiroi Schltr. (1921) = (Catasetum expansum × Catasetum macroglossum) - (Equador)
13. Catasetum × tapiriceps Rchb.f. (1888) = (Catasetum macrocarpum × Catasetum pileatum) - (Brasil,Venezuela)
14. Catasetum × violascens Rchb.f. & Warsz. (1854) = (Catasetum discolor × Catasetum incurvum) - (Peru)
15. Catasetum × wendlingeri Foldats (1958) = (Catasetum pileatum × Catasetum planiceps) - (Venezuela)